# Hertshooibladroller
De hertshooibladroller (Lathronympha strigana) is een vlinder uit de familie bladrollers (Tortricidae). De wetenschappelijke naam is voor het eerst geldig gepubliceerd in 1775 door Fabricius.

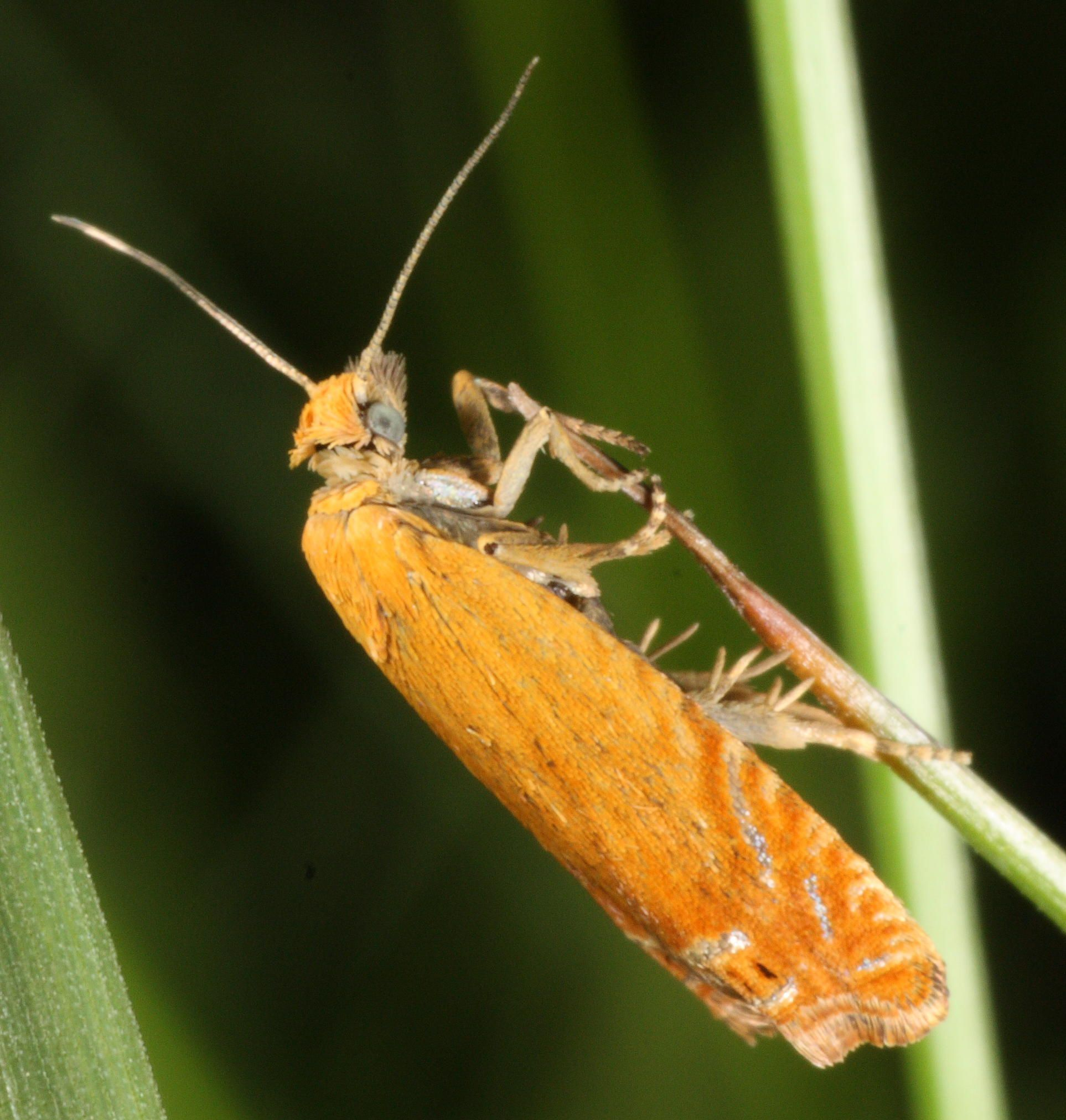
Lathronympha strigana

De soort komt voor in Europa.